# Коханович, Михаил Васильевич
Михаи́л Васи́льевич Кохано́вич (25 сентября 1908, Варковичи, Минская губерния — 3 января 1983, Симферополь) — советский физиотерапевт. Доктор медицинских наук (1957), профессор (1960).

## Биография
Родился 25 сентября 1908 года в деревне Варковичи Минской губернии.
С 1929 года участвовал в работе по ликвидации неграмотности в Белорусской ССР, работал учителем в сельской школе. В 1936 году окончил Иркутский медицинский институт, после чего трудился сельским врачом, а со временем — главным врачом городской больницы Иркутска. С 1939 года являлся начальником санитарной службы разведывательного батальона и начальником военно-санитарного поезда. В годы Великой Отечественной войны — начальник медицинской части эвакуационного госпиталя в городе Усолье-Сибирское.
В 1945 году защитил кандидатскую диссертацию. Спустя год переехал в Симферополь, где стал работать в Крымском медицинском институте, где в 1953 году был назначен заведующим кафедрой факультетской терапии, которую возглавлял в течение более 20 лет. Занимался изучением воздействие курортов Крыма и минеральных вод полуострова при лечении ревматизма. Одним из первых в СССР предложил лечить больных ревматизмом на курортах Евпатории. В 1957 году стал доктором медицинских наук, защитив в специализированном совете при 2-м Московском государственном медицинском институте имени Н. И. Пирогова диссертацию «К изучению механизма действия и терапевтической эффективности грязи Сакского озера при лечении больных ревматизмом». За время работы в медицинском институте подготовил одного кандидата и двух докторов медицинских наук.
С 1964 по 1976 год являлся научным руководителем Евпаторийского курорта. Входил в президиум Всесоюзного и Украинского обществ ревматологов.
Скончался 3 января 1983 года в Симферополе.

## Работы
- Курортное лечение подростков. 1962
- Минеральные воды Крыма. Их лечебное значение. 1964
- Минеральные воды Крыма: их лечебное значение. Симферополь, 1964. 174 с.
- Некоторые вопросы механизма действия грязи. Актуальные вопросы экспериментальной и клинической физиотерапии и курортологии // Тр. Крым. мед. ин-та. 1971. № 3 (соавтор)